# Włodzienin (gmina)
Włodzienin (1945–46 Władzienin) – dawna gmina wiejska istniejąca od 1 grudnia 1945 do 28 września 1954 w woj. śląskim i woj. opolskim (dzisiejsze woj. opolskie). Siedzibą władz gminy był Włodzienin.
Gmina zbiorowa Władzienin powstała po II wojnie światowej (w grudniu 1945) w powiecie głubczyckim na terenie tzw. Ziem Odzyskanych (tzw. I okręg administracyjny – Śląsk Opolski (Utworzony 14 marca 1945 decyzją Rady Ministrów)), powierzonym 18 marca 1945 administracji wojewody śląskiego (Dokumentu podstawy prawnej nie odnaleziono), a z dniem 28 czerwca 1946 przyłączonym do woj. śląskiego (śląsko-dąbrowskiego).
Według stanu z 1 stycznia 1946 gmina składała się z 7 gromad: Władzienin, Dzbańce, Jędrychowice, Posucice, Rogożany, Wojnowice i Wódka. 6 lipca 1950 zmieniono nazwę woj. śląskiego na katowickie; równocześnie gmina Włodzienin wraz z całym powiatem głubczyckim weszła w skład nowo utworzonego woj. opolskiego.
Według stanu z 1 lipca 1952 gmina składała się z 7 gromad: Dzbańce, Jędrychowice, Posucice, Rogożany, Włodzienin, Wojnowice i Wódka. Gmina została zniesiona 29 września 1954 wraz z reformą wprowadzającą gromady w miejsce gmin. Jednostki nie przywrócono 1 stycznia 1973 wraz z kolejną reformą reaktywującą gminy.